# 고마쓰 도시히로
고마쓰 도시히로(일본어: 小松 俊広, 1940년 1월 13일 ~ )는 일본의 전 프로 야구 선수이다. 고치현 고치시 출신이며 현역 시절 포지션은 투수였다.

## 인물
고치 상업고등학교 시절에는 에이스로서 1957년의 춘계 선발 대회(제29회 선발 고등학교 야구 대회)에 출전했는데 고쿠라 고등학교, 하치만 상업고등학교(시가현)를 잇달아 꺾고 준결승에 진출했다. 이후 준결승에서도 구라시키 공업고등학교(오카야마현)의 와타나베 히로후미 등에게 3대 1로 승리했다. 그러나 결승전에서는 오 사다하루 투수를 앞세운 와세다 실업고등학교를 상대해 3대 5로 패하여 준우승에 머물렀다. 같은 해 여름에 개최된 미나미시코쿠 대회에서도 결승에 진출했지만 고치 고등학교에게서 0대 1로 9회에 끝내기 패배를 당해 고시엔 대회 출전에는 실패했다. 이때 팀 동료로는 포수 사카모토 고이치(다이요), 유격수 오자키 야스오, 외야수 구라우치 아키라(니시테쓰) 등이 프로에 입성했다. 사다하루, 기요사와 다다히코와 함께 ‘왼손 투수의 3인방’으로 주목받았다.
1958년 요미우리 자이언츠에 입단하여 프로 1년째부터 1군에 기용되는 등 4월 13일에 히로시마 카프를 상대로 첫 선발 등판했다. 그 해에는 14경기에 등판하여 구원, 마무리 투수로서 큰 활약을 남겼다. 같은 해 최종전에서는 두 번째로 선발 등판하여 히로시마의 하시모토 노리시게와 투수전을 펼치며 5이닝 무실점으로 막았지만 타선의 지원을 받지 못하고 승리 투수가 되지 못했다. 하지만 다음날인 1959년 7월 2일에 다이요 웨일스를 상대로 선발 등판하여 스즈키 다카시와의 좌완 맞대결이 성사돼 5와 2/3이닝 동안 2실점으로 막아내며 프로 첫 승리를 거두었다. 장래가 기대됐지만 그 이후에는 부상도 있어서 침체를 겪다가 1962년을 마지막으로 현역에서 은퇴했다.
은퇴 후에는 요미우리의 전력분석원(1963년 ~ 1964년, 1984년 ~ 1985년)으로 활동했다.

## 상세 정보

### 출신 학교
- 고치 시립 고치 상업고등학교

### 선수 경력
- 요미우리 자이언츠(1958년 ~ 1962년)

### 등번호
- 45(1958년 ~ 1961년 시즌 도중)
- 47(1961년 시즌 도중 ~ 1962년)

### 연도별 투수 성적
| 연 도      | 소 속      | 등 판 | 선 발 | 완 투 | 완 봉 | 무 4 구 | 승 리 | 패 전 | 세 이 브 | 홀 드 | 승 률 | 타 자 | 이 닝 | 피 안 타 | 피 홈 런 | 볼 넷 | 고 4 | 몸 맞 | 탈 삼 진 | 폭 투 | 보 크 | 실 점 | 자 책 점 | 평 자 책 | W H I P |
| ---------- | ---------- | ----- | ----- | ----- | ----- | ------- | ----- | ----- | -------- | ----- | ----- | ----- | ----- | -------- | -------- | ----- | ---- | ----- | -------- | ----- | ----- | ----- | -------- | -------- | ------- |
| 1958년     | 요미우리   | 14    | 2     | 0     | 0     | 0       | 0     | 0     | --       | --    | ----  | 140   | 31.2  | 20       | 1        | 26    | 0    | 0     | 23       | 5     | 0     | 13    | 7        | 1.97     | 1.45    |
| 1959년     | 요미우리   | 11    | 3     | 0     | 0     | 0       | 1     | 1     | --       | --    | .500  | 126   | 29.0  | 23       | 3        | 18    | 0    | 0     | 35       | 2     | 0     | 14    | 14       | 4.34     | 1.41    |
| 1960년     | 요미우리   | 10    | 1     | 0     | 0     | 0       | 0     | 1     | --       | --    | .000  | 76    | 18.0  | 14       | 1        | 10    | 0    | 0     | 14       | 0     | 0     | 11    | 9        | 4.50     | 1.33    |
| 통산 : 3년 | 통산 : 3년 | 35    | 6     | 0     | 0     | 0       | 1     | 2     | --       | --    | .333  | 342   | 78.2  | 57       | 5        | 54    | 0    | 0     | 72       | 7     | 0     | 38    | 30       | 3.42     | 1.41    |